# آناتولی باستان
آناتولی باستان (انگلیسی: Classical Anatolia) به آناتولی در طی اروپای دوران باستان اشاره دارد. در اوایل آن دوره، آناتولی به چندین پادشاهی و دوره ماقبل تاریخ آناتولی تقسیم شد که مهم‌ترین آنها لیدیه در غرب، فریگیه در مرکز و اورارتو در شرق بود. ۵۵۰ قبل از میلاد پس از جنگ‌های ایران و یونان، آناتولی تحت حکومت شاهنشاهی هخامنشی قرار گرفت. تمام آناتولی به جز سواحل دریای اژه که در دهه ۴۷۰ قبل از میلاد در اتحادیه دلوس گنجانده شده بود، تحت کنترل ایران باقی ماند. اسکندر مقدونی سرانجام در سال ۳۳۰ قبل از میلاد کنترل کل منطقه را از ایران خارج کرد. پس از مرگ اسکندر، فتوحات او بین چندین ژنرال مورد اعتمادش تقسیم شد، اما در معرض تهدید دائمی تهاجم هم از سوی گال‌ها (فرانسه) و هم دیگر حاکمان قدرتمند در پرگامون، پادشاهی پونتوس و امپراتوری بطلمیوسی بود.